# St. Johannes Baptist (Fürstenwalde/Spree)

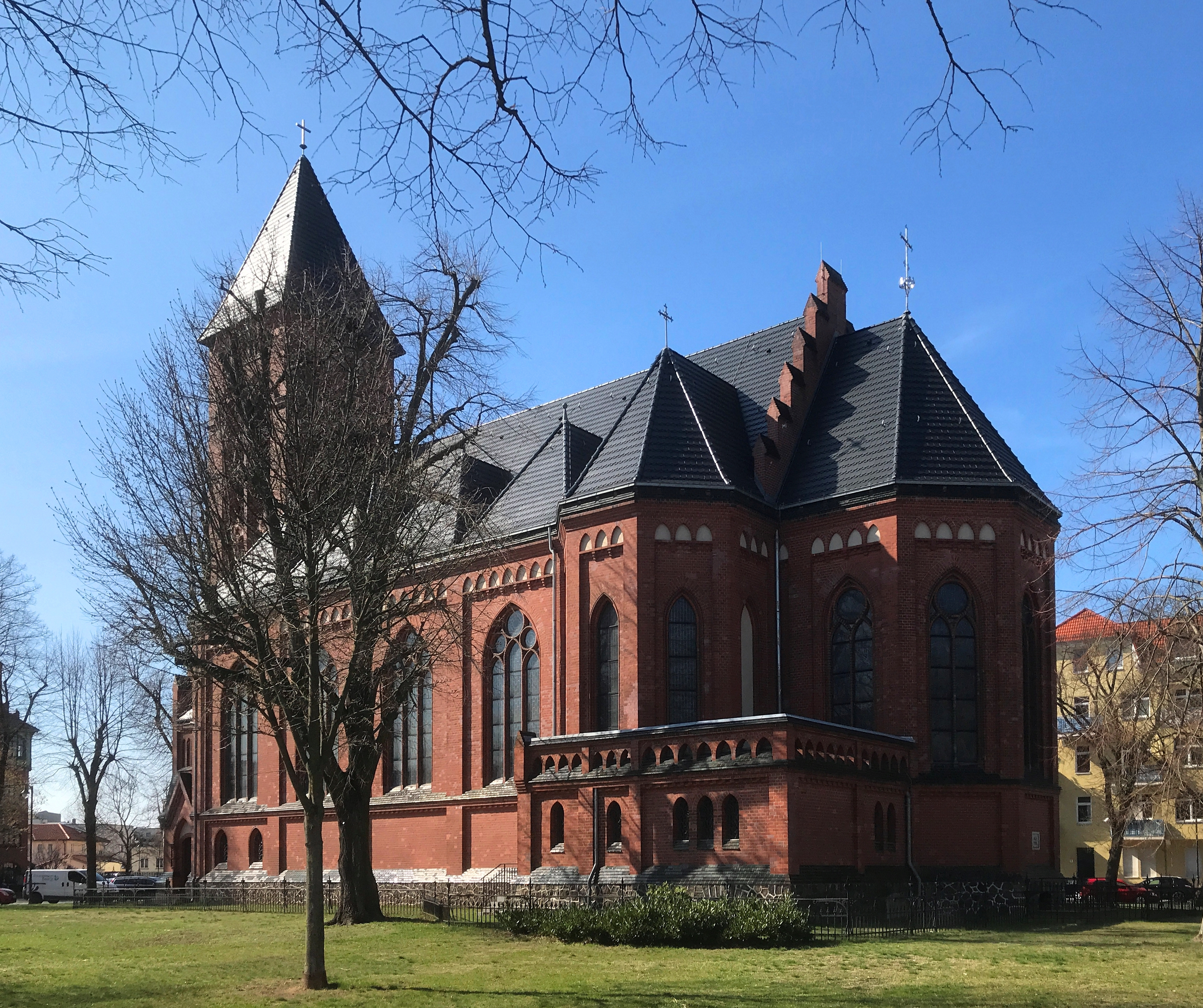
St. Johannes Baptist

St. Johannes Baptist ist eine römisch-katholische neugotische Hallenkirche in Fürstenwalde/Spree, einer Stadt im Landkreis Oder-Spree im Land Brandenburg. Die Kirchengemeinde gehört zum pastoralen Raum Frankfurt (Oder) – Buckow-Müncheberg – Fürstenwalde des Erzbistums Berlin. Das Patrozinium liegt bei St. Johannes dem Täufer.

## Lage
Im Lebuser Viertel liegt zwischen der in nordöstlich verlaufenden Seilerstraße sowie der südöstlich verlaufenden Feldstraße der Seilerplatz. Dort steht die Kirche auf einem Grundstück, das mit einem Gitterzaun eingefriedet ist. Das Denkmal ist Teil eines Ensembles, zu dem auch das katholische Gemeindehaus mit Vorgarten und Einfriedung gehört.

## Geschichte
Das Sakralgebäude wurde in den Jahren 1905/1906 nach Entwürfen des Architekten Engelbert Seibertz errichtet. Im gleichen Stil entstand auch das gegenüberliegende Gemeindehaus. Zuvor hatte sich zum Ende des 19. Jahrhunderts auf der Fläche zwischen dem Stadtkern und dem Bahnhof ein „gutbürgerliches Wohnquartier“ entwickelt. Im Zweiten Weltkrieg wurde der zuvor 68 m hohe Turm beschädigt und verkürzt wiederaufgebaut.
In den 2010er KJahren findet eine Sanierung des Gottes- und des Pfarrhauses statt.

## Baubeschreibung

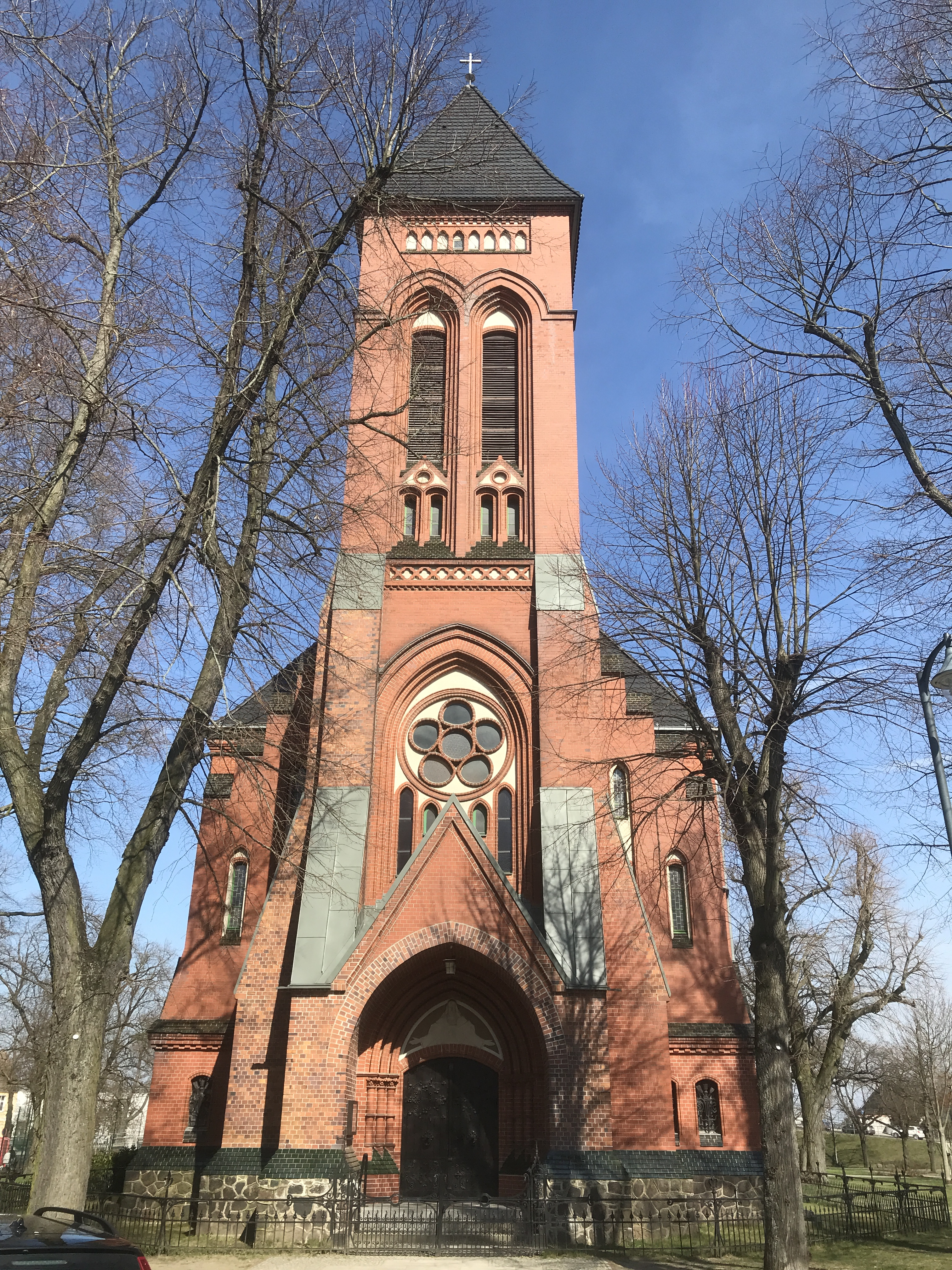
Westansicht

Die Baumeister verwendeten für den umlaufenden Sockel unbehauene Feldsteine, die nicht lagig geschichtet wurden. Darauf errichteten sie mit rötlichem Mauerstein das Gebäude. Der Chor ist nicht eingezogen und hat einen Fünfachtelschluss. Die einzelnen Felder sind mit Lisenen gegliedert. Zusätzlich wurde im unteren Drittel ein umlaufendes Gesims verbaut, in das Felder eingearbeitet wurden. Diese sind im oberen Bereich mit einem nach unten offenen Fries verziert. Oberhalb erheben sich die großen Maßwerkfenster mit Nonnenkopf. Über einem weiteren Fries sind kleine und spitzbogenförmige Blenden eingearbeitet.
Das Kirchenschiff hat einen rechteckigen Grundriss, ebenso die beiden Seitenschiffe. An der Nordseite errichtete Seibertz vier große Felder mit je einem Maßwerkfenster sowie darüber angeordneten Blenden. Am Übergang zum Chor ist ein kreuzförmiger Anbau mit deutlich schmaleren Spitzbogenfenstern. Am Übergang zum Kirchturm befinden sich im unteren Felderband zwei weitere spitzbogenförmige Fenster, die zusätzliches Licht in das Bauwerk lassen. Die Südseite ist annähernd identisch aufgebaut. Allerdings ist am Übergang vom Chor zum Schiff ein rechteckiger Anbau, der als Sakristei dient.
Der Westturm ist gegenüber dem Schiff stark eingezogen und hat einen quadratischen Grundriss, nimmt im unteren Geschoss jedoch die volle Breite des Langhauses auf. Er kann von Westen her durch ein großes und mehrfach getrepptes Portal betreten werden, in dessen Tympanon eine Abbildung Christi mit ausgebreiteten Armen zu sehen ist. Seitlich befindet sich am Turmgeschoss je ein weiteres, gedrückt-segmentbogenförmiges Portal mit einem Spitzgiebel, über dem je fünf Blenden angeordnet sind. Im reich geschmückten Turm fallen die hohen Klangarkaden auf, die sich oberhalb des Dachfirsts der Seitenschiffe bis annähernd in das Pyramidendach des Turms erstrecken. In der Glockenstube dahinter befindet sich ein dreistimmiges Geläut aus Gussstahl-Glocken, die im Bochumer Verein gegossen worden waren. Eine Inventarliste der Gießerei enthält folgende Angaben: das Ensemble aus Glocken mit Klöppel, Lager, Achsen und Läutehebel kostete in der Herstellung 3699 Mark.
| Größe    | Schlagton | Gewicht (kg) | unterer Durchmesser (mm) | Höhe (mm) | Inschrift |
| -------- | --------- | ------------ | ------------------------ | --------- | --------- |
| größte   | dis       | 1260         | 1430                     | 1275      | unbekannt |
| mittlere | fis       | 0860         | 1260                     | 1120      | unbekannt |
| kleinste | gis       | 0550         | 1125                     | 1005      | unbekannt |

Der Turm schließt mit Turmkugel und Kreuz ab.

## Ausstattung und Gemeindeleben
Die Kirchenausstattung stammt einheitlich aus der Bauzeit. Ein Kreuzgratgewölbe trägt die Decke des Hauptschiffes.
Die Gemeinde gibt vierteljährlich einen Pfarrbrief heraus; ein Verein der Freunde und Förderer der katholischen Pfarrgemeinde St. Johannes Baptist unterstützt die Christenarbeit.
Die Baptistenkirche unterhält ein Kirchencafé, mehrere Bibelkreise und einen Kirchenchor.